# Marina Millanta
Marina Millanta (Roma, 24 gennaio 1975) è un'ex cestista italiana.

## Carriera
Ha giocato nelle categorie A1 ed A2 nelle seguenti squadre e relative città: A1 con VITERBO nella stagione 1991/92. BARI nella stagione 1994/95. A2 con ISOLA DI CAPRI nella stagione 1995/96. VITERBO nella stagione 1998/99. REGGIO EMILIA nella stagione 1999/00. VITERBO nella stagione 2000/01. In categoria A1 con Mercede Basket Alghero nelle stagioni dal 2002/03 al 2004/05. SASSARI nella stagione 2005/06. TARANTO nella stagione 2006/07. In categoria A2 con Basket Femminile Carpedil Battipaglia nelle stagioni dal 2007-08 e 2008/09. PESCARA nelle stagioni 2009/10 e 2010/11.